# Fondation Maxime-Goury-Laffont
La Fondation Maxime-Goury-Laffont (FMGL) est une fondation qui avait pour but d'aider financièrement les municipalités, les associations ou les particuliers à sauver, à restaurer ou à mettre en valeur les valeurs locales historiques, artistiques, culturels ou naturels qui ont participé à leur histoire.

## Objectifs
Créée par Jacqueline Goury-Laffont, en souvenir de son mari, le docteur Maxime Goury-Laffont, esthète et amis des artistes, la Fondation Maxime-Goury-Laffont s'était donnée pour but : de promouvoir le patrimoine historique, architectural, culturel et naturel, sa conservation, sa préservation et sa restauration en France ; de développer la culture artistique et architecturale auprès d'un public national et international, d'encourager le bénévolat qui concourt à favoriser les échanges entre les associations et fondations, poursuivant des buts identiques, et le public. ; de soutenir les initiatives permettant l'insertion ou l'emploi, au travers de projets de restauration tant architecturale que naturelle. 
Cette démarche s'est inscrite dans les politiques générales encouragées par les pouvoirs publics.

## Moyens et modalités d’action
La Fondation Maxime-Goury-Laffont était « abritée » par la Fondation du patrimoine. 
La FMGL ne prenait pas en totalité le financement d'un programme, mais participait à un "sauvetage" lorsque le plan de financement subventionné par la collectivité territoriale (Région, département, commune,... et les services chargés du patrimoine monuments historiques, Objets mobiliers, Sites et paysages..., n'atteignait pas le montant déterminé par l'importance des travaux.

## Les réalisations de la Fondation
- (fr) Liste de tous les Projets soutenus par la Fondation Maxime Goury-Laffont. Archives : Liste de toutes les réalisations terminées de la Fondation